# Passaic County
Passaic County ist ein County im Bundesstaat New Jersey. Bei der Volkszählung im Jahr 2020 hatte das County 489.049 Einwohner und eine Bevölkerungsdichte von 1.092 Einwohnern pro Quadratkilometer. Der Verwaltungssitz (County Seat) ist Paterson.

## Geographie
Das County hat eine Fläche von 510 Quadratkilometern, wovon 30 Quadratkilometer Wasserfläche sind. Es grenzt im Uhrzeigersinn an folgende Countys: Orange County (New York), Bergen County, Essex County, Morris County und Sussex County.

## Geschichte
Vier Orte im County haben den Status einer National Historic Landmark. 37 Bauwerke und Stätten des Countys sind insgesamt im National Register of Historic Places eingetragen (Stand 16. Februar 2018).

## Demografische Daten
Nach der Volkszählung im Jahr 2000 lebten im County 489.049 Menschen. Es gab 163.856 Haushalte und 119.614 Familien. Die Bevölkerungsdichte betrug 1.019 Einwohner pro Quadratkilometer. Ethnisch betrachtet setzte sich die Bevölkerung zusammen aus 62,32 % Weißen, 13,22 % Afroamerikanern, 0,44 % amerikanischen Ureinwohnern, 3,69 % Asiaten, 0,04 % Bewohnern aus dem pazifischen Inselraum und 16,24 % aus anderen ethnischen Gruppen; 4,05 % stammten von zwei oder mehr ethnischen Gruppen ab. 29,95 % der Bevölkerung waren spanischer oder lateinamerikanischer Abstammung.
Von den 163.856 Haushalten hatten 35,60 % Kinder und Jugendliche unter 18 Jahre, die bei ihnen lebten. 51,50 % waren verheiratete, zusammenlebende Paare, 16,00 % waren allein erziehende Mütter. 27,00 % waren keine Familien. 22,20 % waren Singlehaushalte und in 9,50 % lebten Menschen im Alter von 65 Jahren oder darüber. Die Durchschnittshaushaltsgröße betrug 2,92 und die durchschnittliche Familiengröße lag bei 3,42 Personen.
Auf das gesamte County bezogen setzte sich die Bevölkerung zusammen aus 26,10 % Einwohnern unter 18 Jahren, 9,30 % zwischen 18 und 24 Jahren, 31,30 % zwischen 25 und 44 Jahren, 21,30 % zwischen 45 und 64 Jahren und 12,10 % waren 65 Jahre alt oder darüber. Das Durchschnittsalter betrug 35 Jahre. Auf 100 weibliche Personen kamen 94,00 männliche Personen, auf 100 Frauen im Alter ab 18 Jahren kamen statistisch 90,80 Männer.
Das jährliche Durchschnittseinkommen eines Haushalts betrug 49.210 USD, das Durchschnittseinkommen der Familien betrug 56.054 USD. Männer hatten ein Durchschnittseinkommen von 38.740 USD, Frauen 29.954 USD. Das Prokopfeinkommen betrug 21.370 USD. 12,30 % der Bevölkerung und 9,40 % der Familien lebten unterhalb der Armutsgrenze. 17,30 % davon waren unter 18 Jahre und 9,20 % waren 65 Jahre oder älter.

## Städte und Ortschaften
- Bloomingdale
- Clifton
- Haledon
- Hawthorne
- Little Falls
- North Haledon
- Passaic
- Paterson
- Pompton Lakes
- Prospect Park
- Ringwood
- Totowa
- Wanaque
- Wayne
- West Milford
- Woodland Park